# オレクサンドル・ポノマリョウ
オレクサンドル・ヴァレリヨヴィチ・ポノマリョウ（フメリニツキー, ウクライナ・ソビエト社会主義共和国連邦;1973年8月9日 -）は、フメリニツキー市出身のウクライナの歌手と作曲家である。

## 概要
1993年にドネツクの「Chervona Ruta-93」の音楽コンテストでは優勝し、最優秀ボーカル賞を受賞した。同年、ウクライナ最高のポップシンガーとして認められた。その後キーウに引越して、キーウ音楽院に編入した。
2006年にウクライナ大統領ヴィクトル・ユシチェンコはポノマリョウに「ウクライナ人民芸術家」の称号を授与した。

## ディスコグラフィー

### アルバム
- Z ranku do nochi (1996)
- Persha i ostannia liubov (1997)
- Vona (2000)
- Vin (2001)
- Ya liubliu tilky tebe (2006)
- Nichenkoyu (2007)
- Naikrashche (2016)

### シングル
- Hasta la Vista (2003)
- 100 kisses (2006)
- Ukraiina peremozhe (2022)